# Blaškovec
Blaškovec je naseljeno mjesto u Republici Hrvatskoj u Zagrebačkoj županiji. 

## Zemljopis
Administrativno je u sastavu grada Svetog Ivana Zeline. Naselje se proteže na površini od 4,09 km². 

## Stanovništvo
Prema popisu stanovništva iz 2001. godine Blaškovec ima 602 stanovnika koji žive u 163 kućanstva. Gustoća naseljenosti iznosi 147,19 st./km².
| broj stanovnika | 366   | 374   | 444   | 484   | 514   | 639   | 616   | 679   | 606   | 614   | 585   | 529   | 515   | 590   | 602   | 577   | 559   |
|                 | 1857. | 1869. | 1880. | 1890. | 1900. | 1910. | 1921. | 1931. | 1948. | 1953. | 1961. | 1971. | 1981. | 1991. | 2001. | 2011. | 2021. |

## Spomenici i znamenitosti
- crkva svetog Benedikta
- Crkva sv. Antuna

## Poznate osobe
- Ivan Nepomuk Labaš